# Jelling
Jelling est un village de la municipalité de Vejle, dans la province du Danemark-du-Sud, au Danemark.

## Histoire
En 1978 ont été découverts sous son église la sépulture du roi Gorm, un tumulus et les pierres de Jelling mis en valeur dans un musée. Cet ensemble archéologique est inscrit au Patrimoine mondial de l'UNESCO depuis 1994.
En décembre 2020, à 8 kilomètres du site archéologique, est découvert un autre trésor. Cet ensemble, qui précède l'âge des Vikings, daterait du VIe siècle, est constitué de 22 pièces : quelques monnaies, un bracelet et surtout une quinzaine de bractéates d'or. Les pièces d'or trouvées sont de l’ère pré-viking et frappées avec l'écriture runique. Les motifs, signes et inscriptions se référent aux souverains lors des grandes migrations entre le IVe et le VIe et à la mythologie nordique.